# Hafele–Keating-experimentet

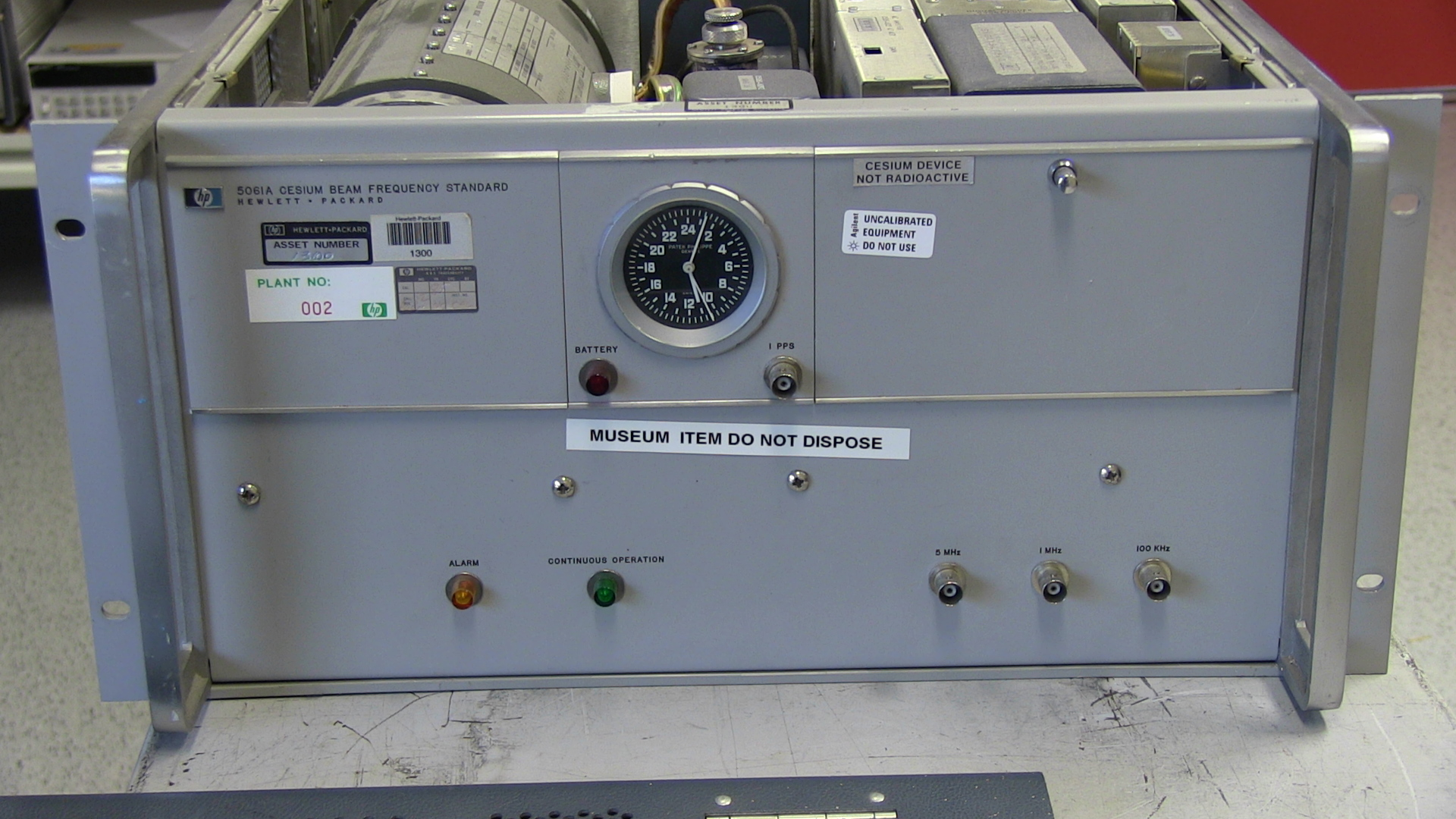
En av atomklockorna som användes i Hafele–Keating-experimentet.

Hafele-Keating-experimentet var ett test av relativitetsteorin. I oktober 1971 tog J.C. Hafele och Richard E. Keating fyra cesium-baserade atomur ombord på trafikflygplan och flög två varv runt jorden, först österut, sedan västerut. De fyra klockorna jämfördes mot andra hos United States Naval Observatory.
Mätresultaten publicerades i Science 1972 och betraktas av flertalet som belägg för den speciella relativitetsteorin. Andra har framfört invändningar och krävt att mätningarna bör göras om.  Mätningen gjordes om både 1979 och 2005, med mer exakta atomklockor, och i båda fallen bekräftades relativitetsteorins förutsägelser med god noggrannhet. Nuförtiden införlivas den här sortens relativistiska effekter rutinmässigt i de beräkningar som görs inom GPS-systemet.